# Edstjärnen (Junsele socken, Ångermanland)
Edstjärnen är en sjö i Sollefteå kommun i Ångermanland och ingår i Ångermanälvens huvudavrinningsområde.